# Syndrome de Shy-Drager
 Mise en garde médicale
Le syndrome de Shy-Drager est une atrophie multisystématisée, un syndrome de type neurologique avec atteinte du système sympathique : signes de dysautonomie (dystonie neurovégétative).
- Hypotension orthostatique sans accélération compensatrice du pouls,
- Syndrome extrapyramidal (ou syndrome parkinsonien),
- Ataxie cérébelleuse,
- Vessie neurogène, constipation, impuissance.

Aujourd'hui il est généralement considéré comme un simple tableau clinique de l'atrophie multisystématisée et de moins en moins utilisé. Il n'est notamment plus défini dans la deuxième déclaration de consensus sur le diagnostic de l'atrophie multisystématisée de 2007.